# Vršovice (Moravia-Slesia)
Vršovice (in tedesco Wrschowitz) è un comune della Repubblica Ceca facente parte del distretto di Opava, nella regione della Moravia-Slesia.